# Dmytro Tabatchnyk
Dmytro Volodymyrovytch Tabatchnyk (en ukrainien : Дмитро Володимирович Табачник), né le 26 novembre 1963 à Kiev, est un historien et homme politique ukrainien. Il est actuellement recherché en Ukraine pour détournement de fonds et abus de pouvoir

## Biographie
Il fait des études d'histoire à l'université nationale Taras-Chevtchenko de Kiev.

### Homme politique
En 2006 il est élu député de la VIIe, IVe, VIe et VIIe Rada. Il est ministre de l'Éducation et de la Science, de la Jeunesse et des Sports dans le gouvernement Azarov II et vice-Premier ministre chargé des Affaires humanitaires du gouvernement Ianoukovytch I sous l'étiquette du Parti populaire.

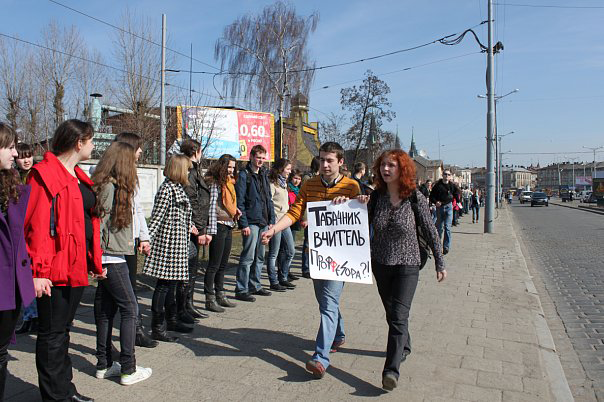
Manifestation d'étudiants contre la nomination de Dmytro Tabatchnyk comme ministre de l'éducation.

Tabatchnyk fait partie des anciens responsables ukrainiens dont les avoirs ont été gelés par l'UE. Il est recherché en Ukraine pour détournement de fonds et abus de pouvoir, et ses biens, d'une valeur de plus de deux millions de dollars, saisis.

### Historien
Tabatchnyk remet en cause le caractère génocidaire de l'Holodomor, considérant qu'il s'agit d'une création d'historiens étrangers pour des motifs politiques. Il affirme que les « Galiciens sont un peuple de laquais qui ont appris à se laver les mains il y a seulement dix ans »,. 

## Publications
Quelques publications référencées sur VIAF.org :
- The legal system of Ukraine : past, present, and future.
- Sites of Russian history and culture in Ukraine XVII-XXI centuries
- Ukraïns'ka vìjs'kova simvolìka = Ukrainian military symbols.
- La paix sans l'Ukraine ?
- Phaléristique ukrainienne avec une histoire du patrimoine primé.
- Le fascisme en Ukraine, mythe ou réalité ?
- Le phénomène de la société totalitaire et répressive en Ukraine (fin des années 20 - années 50) : (Aspects historiques et ethnopolitiques).
- Histoire de la diplomatie ukrainienne : essais biographiques : guide d'étude pour les étudiants des établissements d'enseignement supérieur.
- Chemin de croix de Pierre Stolypine.